# IRAS 09371+1212
IRAS 09371+1212 (englisch auch als Frosty Leo Nebula bezeichnet, was übersetzt eisiger Nebel im [Sternbild] Löwen bedeutet) ist ein bipolarer protoplanetarischer Nebel, der sich rund 10.000 Lichtjahre entfernt im Sternbild Löwe befindet. Er ist (Stand 1990) der einzige Nebel, dessen Infrarotlicht durch Eis bestimmt wird.